# Jordão, Acre
Jordão este un oraș în Acre (AC), Brazilia.